# Andreas Gordon
Pour les articles homonymes, voir Gordon.
Andreas Gordon, né George Gordon le 15 juin 1712 à Cofforach en Écosse et mort le 22 août 1751 à Erfurt, est un moine bénédictin écossais qui est théologien, philosophe et physicien.

## Biographie

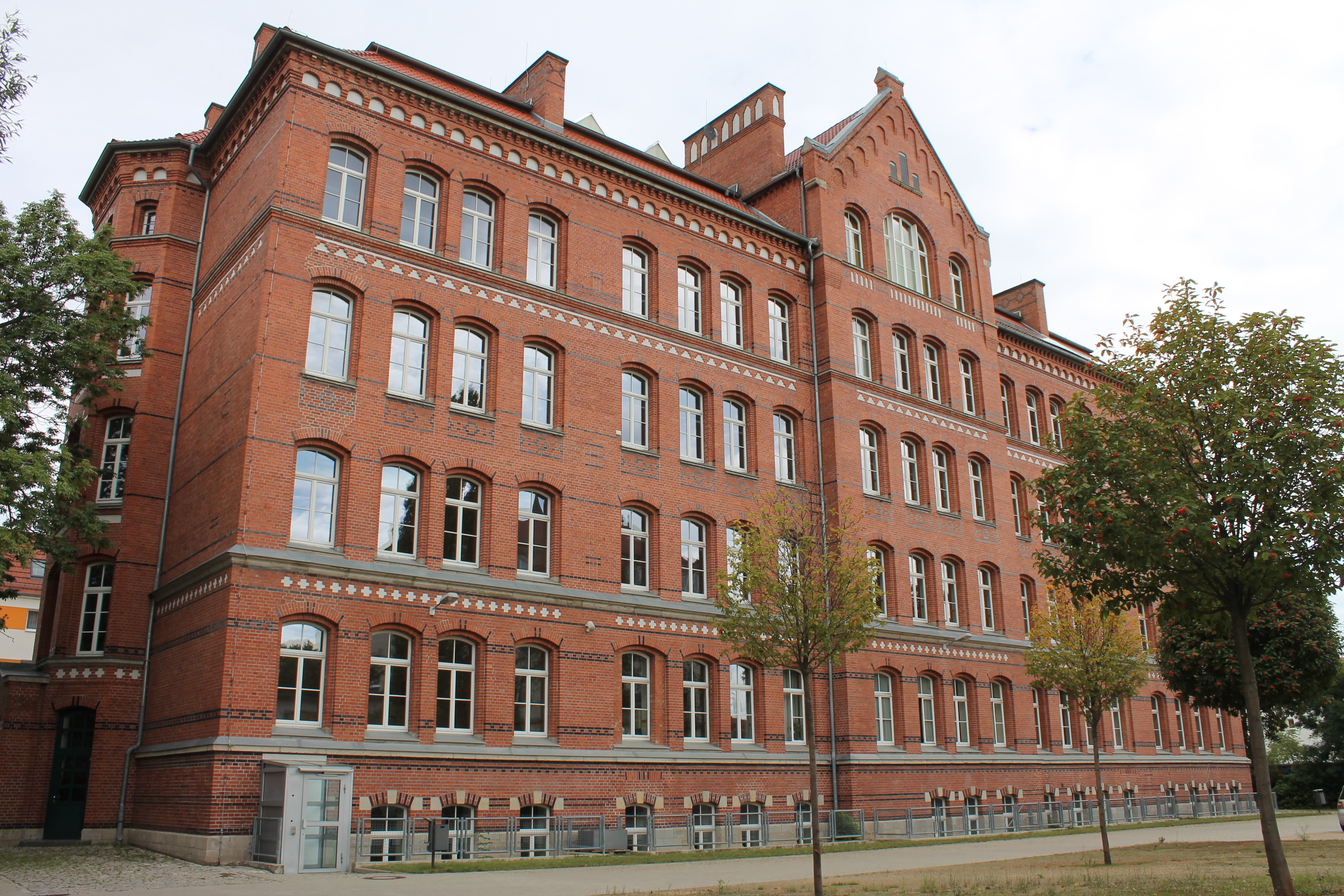
Bâtiment de la Andreas-Gordon-Schule d'Erfurt.

George Gordon naît au sein d'une famille de la vieille noblesse d'Écosse. À l'âge de douze ans, il part poursuivre ses études à l'abbaye des Écossais de Ratisbonne en Bavière. En tant que catholique écossais, il ne pouvait prétendre dans son pays natal ni à de hautes études, ni à de hautes fonctions, les catholiques étant interdits d'études secondaires par le presbytérianisme d'État ; ce pourquoi sa famille l'avait envoyé poursuivre cinq années d'études en Bavière. Après cinq années d'études secondaires à Ratisbonne, l'abbé Bernhard Baillie lui offre la possibilité de poursuivre des études en Autriche, en France et en Italie, surtout à Rome. Gordon rendre à Ratisbonne en 1732. Le 24 février 1732, il entre au noviciat et prend le nom de religion d'Andreas.
Il commence ses études de philosophie scholastique sous Gallus Leith, appelé en 1735 à l'université d'Erfurt en tant que professeur de philosophie. Ensuite Gordon étudie auprès du dominicain Iselbrecher jusqu'à sa thèse. La même année, Andreas Gordon est ordonné prêtre, puis poursuit son doctorat de droit et de théologie à l'université bénédictine de Salzbourg. Il termine ses études en 1737 avec mention « très bien ». par la suite, il est professeur de philosophie à l'université d'Erfurt. l'Allemagne étant en pleine période de controverses avec l'esprit des Lumières, il s'oppose aux Jésuites. Avec le soutien de l'université d'Erfurt, Gordon a pu s'affirmer contre les allégations soulevées contre lui, y compris celles d'hérésie. À l'instigation de Jean-Antoine Nollet (1700-1770), Bernard Gordon devient membre correspondant de l'Académie des Sciences de Paris en 1748.
Gordon construisit à Erfurt une machine électrique, ainsi qu'une horloge électrique.

## Publications
- Phenomena electricitatis exposita. 1744
- Physicae experimentalis Elementa. 1751–1752 (posthume)